# Friedrich Britze
Friedrich Britze (5. oktober 1870 i Berlin – 7. maj 1956 i København) var en tysk-dansk heraldiker og gravør. Hans søn Johannes Britze blev også heraldisk kunstner.
Hans forældre var restauratør August Britze og NN. Han blev udlært hos hofgravør C. Voigt i Berlin og modtog undervisning af kunstnerne Georg Barlösius, Wilhelm Geisler, Blunck og Liesen på aftenkursus på håndværkerskolen i Berlin. Han var ansat hos gravør C. Andersen, København 1892-94 og hos C. Wahl, Berlin 1894-1902, der især var heraldisk specialist. Fra 1902 var han selvstændig heraldisk kunstner i Danmark, fra 1910 med værksted i København. Under 1. verdenskrig måtte han deltage i krigen på tysk side. 
Britze har udført ca. 250 våbener og exlibrisser (1905-56) og stod for samtlige våbentegninger til Danmarks Adels Aarbog i perioden ca. 1917-56. Han tegnede også de skandinaviske våbener til Kaffe H.A.G.s våbenserie (1932) og leverede nytegninger af de danske byvåbener til Statstidende (1930'ernes slutning). Hans værker er kendetegnet ved både høj grafisk kvalitet og kunstnerisk indlevelsesevne. Heraldikken i 1500- og 1600-tallet var hans foretrukne, men han beherskede alle stilformer fra gotik til rokoko.
Han vandt sølvmedalje på Landskrona bys jubilæumsudstilling 1913 og en uofficiel bronzemedalje på Den baltiske Udstilling i Malmö 1914. 
Han blev gift 1894 med Christiane Elise Olsen (18. juli 1868 i Skelby på Falster – 29. april 1957), datter af tjenestekarl Hans Christian Adolfsen og Maren Olsen. 
Han er begravet på Brønshøj Kirkegård.